# Giovanni Masera
Giovanni Masera (Novara, 1895 – ...) è stato un calciatore italiano, di ruolo mediano.

## Carriera
Fece il suo esordio con la Juventus contro la Biellese il 26 ottobre 1919 in una vittoria per 4-0, mentre la sua ultima partita fu contro l'Unione Sportiva Milanese il 5 febbraio 1922 in una sconfitta per 2-0.
Nelle sue tre stagioni bianconere collezionò 26 presenze senza segnare.

## Statistiche

### Presenze e reti nei club
| Stagione        | Club            | Campionato      | Campionato | Campionato |
| Stagione        | Club            | Comp            | Pres       | Reti       |
| --------------- | --------------- | --------------- | ---------- | ---------- |
| 1919-1920       | Juventus        | Prima Categoria | 17         | 0          |
| 1920-1921       | Juventus        | Prima Categoria | 5          | 0          |
| 1921-1922       | Juventus        | Prima Categoria | 4          | 0          |
| Totale Juventus | Totale Juventus |                 | 26         | 0          |
| Totale carriera | Totale carriera |                 | 26         | 0          |